# Palacio de Diocleciano
El Palacio de Diocleciano (en croata: Dioklecijanova palača) es un monumento situado en la ciudad de Split, Croacia. Fue construido entre los siglos III y IV d. C. por encargo del emperador romano Diocleciano con la intención de pasar sus últimos días luego de su abdicación en mayo de 305. Hoy, el palacio se ha transformado en el corazón de la ciudad de Split y a su alrededor se hallan todos los edificios y monumentos importantes de la ciudad. Aunque se llama "palacio" debido a que se pretendió usar como residencia de Diocleciano durante su retiro, el término puede confundir, ya que la estructura es maciza y se parece más a una gran fortaleza: alrededor de la mitad era para el uso personal de Diocleciano, y el resto albergaba una guarnición militar.
Diocleciano construyó el enorme palacio para su retiro el 1 de mayo de 305. Está situado en una bahía del lado meridional de una corta península que sobresale de la costa dálmata, a unos seis kilómetros y medio de Salona, la capital de la provincia romana de Dalmacia. Las laderas del terreno descienden suavemente hacia el mar y son típicamente kársticas, formadas por bajas crestas de caliza que van del este al oeste, con marga en las hondonadas entre ellas. 
El palacio se encuentra muy bien conservado y es reconocido como uno de los lugares arquitectónicos más bellos de la costa adriática de Croacia. En 1979 la Unesco declaró al conjunto histórico de Split, incluyendo el palacio de Diocleciano, como Patrimonio cultural de la Humanidad.

## Historia
Después de que los romanos abandonaran el lugar, el palacio permaneció vacío durante varios siglos. En el VII, residentes cercanos huyeron hacia el palacio amurallado en su esfuerzo por escapar de los croatas invasores. Desde entonces el palacio está ocupado, con residentes haciendo sus casas y sus negocios dentro de los cimientos del palacio y directamente en sus muros. Aún hoy en día, muchos restaurantes y tiendas, y algunas casas, se encuentran dentro de las murallas. 
Después de la Edad Media el palacio era virtualmente desconocido en el resto de Europa hasta que el arquitecto neoclásico escocés Robert Adam examinó las ruinas, con la ayuda del artista y anticuario francés Charles-Louis Clérisseau y varios dibujantes, publicando Ruins of the Palace of the Emperor Diocletian at Spalatro in Dalmatia (Londres, 1764).
El palacio de Diocleciano inspiró el nuevo estilo de Adam de arquitectura neoclásica y la publicación de los dibujos con sus medidas lo llevaron al vocabulario del diseño de la arquitectura europea por vez primera. Unas décadas después, en 1782, el pintor francés Louis-François Cassas creó dibujos del palacio, publicándolos Joseph Lavallée en 1802 en las crónicas de sus viajes.
Este palacio es, actualmente, con todos los edificios históricos más importantes, el centro de la ciudad de Split. El palacio de Diocleciano supera el interés local por su grado de conservación. Es uno de los más famosos y más completos rasgos arquitectónicos y culturales de la costa adriática croata. Son los restos más completos de un palacio romano, y como tal ostenta un lugar excepcional en la herencia mundial, europea y mediterránea.

## Herencia cultural

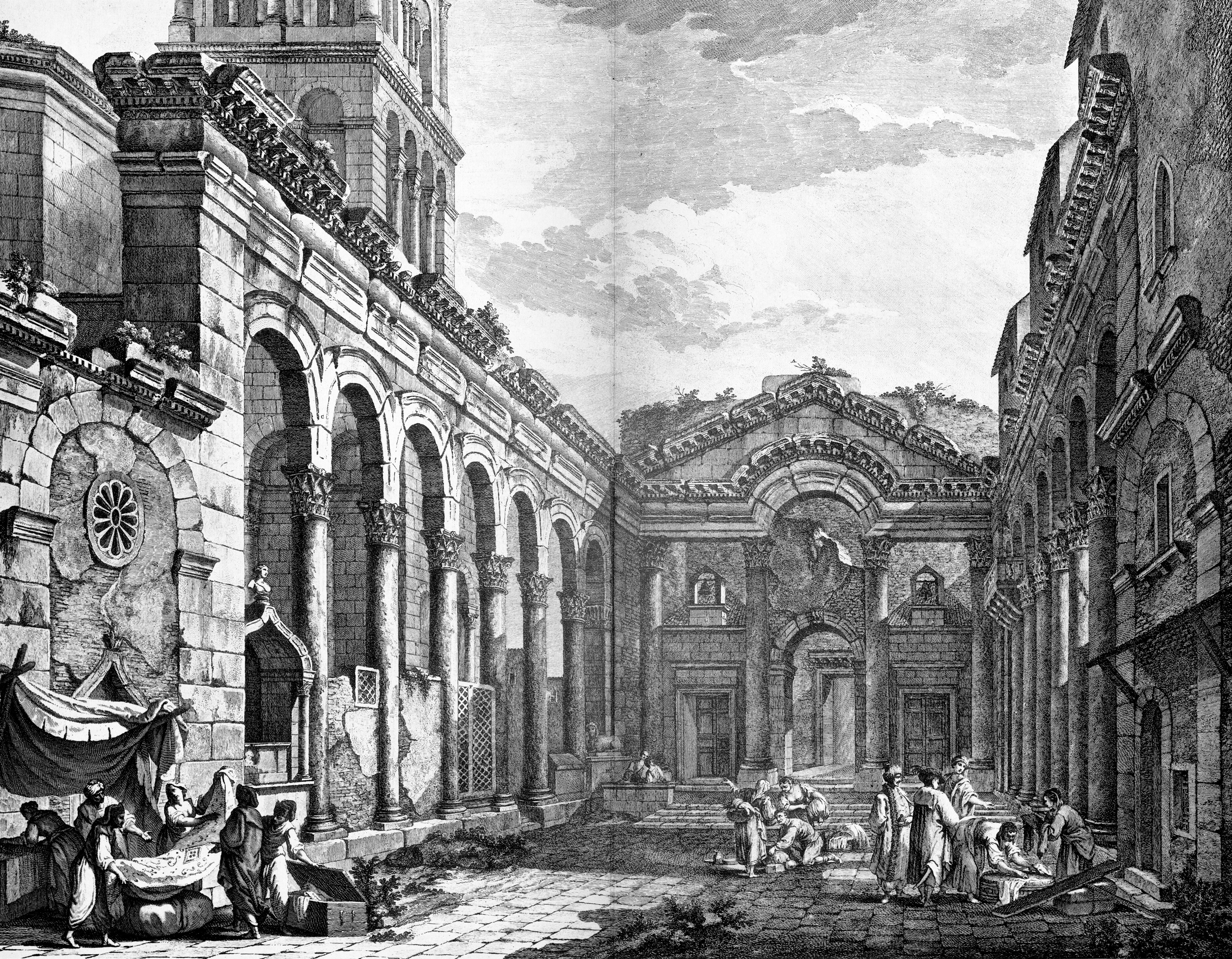
Vista del peristilo en 1764, grabado de Robert Adam. El peristilo es la plaza central del palacio, donde se encuentra la entrada principal a las estancias de Diocleciano.

En noviembre de 1979 la UNESCO, cumpliendo con la convención internacional sobre el patrimonio cultural y natural, asumió una propuesta de que la ciudad histórica de Split construida alrededor del palacio se incluyese en la lista de los lugares Patrimonio de la Humanidad.
En noviembre de 2006 el Ayuntamiento decidió autorizar más de veinte nuevos edificios dentro del palacio (incluyendo complejo de tiendas y garaje), aunque fuera Patrimonio de la Humanidad. Se dice que esta decisión fue motivada políticamente y en gran medida debida a la presión de desarrollistas locales. Una vez que el público fue consciente del proyecto en 2007, hicieron una petición y vencieron. No se construyeron nuevos edificios, ni un centro comercial, ni garajes. 
La World Monuments Fund ha trabajado en un proyecto de conservación en el palacio, que incluye investigar la integridad estructural y la limpieza y la restauración de la piedra y el enlucido. 
El palacio estaba representada en el reverso del billete de 500 kuna, emitido en 1993.

## Arquitectura

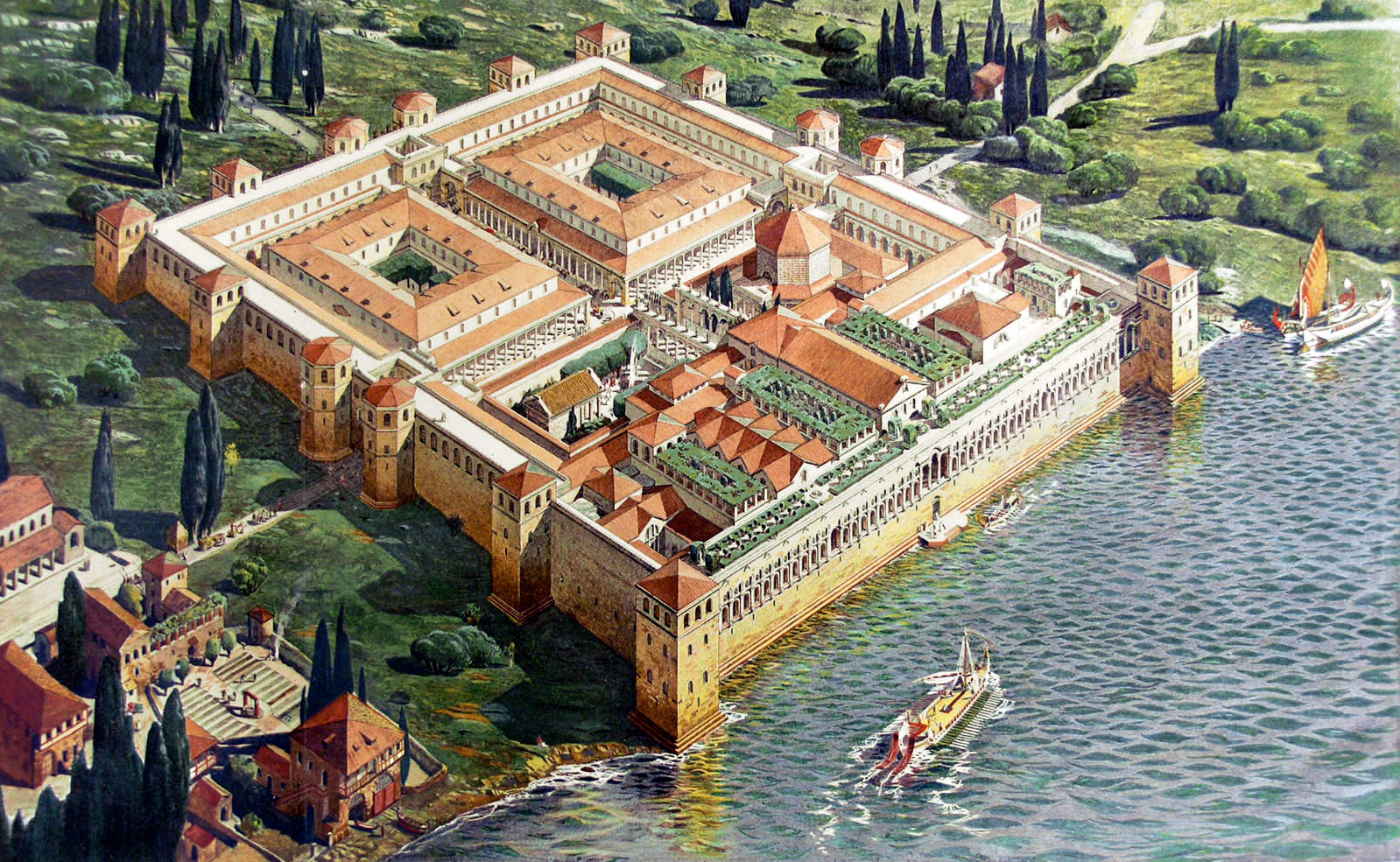
Aspecto original del palacio de Diocleciano.

La superficie del palacio está conformada por un rectángulo irregular (aproximadamente 160 metros por 190 metros) con torres que se proyectan en las fachadas al este, oeste y norte. El palacio combina características de una lujosa villa con aquellas de un campamento militar, con sus enormes puertas y torres de vigilancia. El palacio se encuentra amurallado y en sus tiempos logró albergar hasta 9000 personas. Partes subterráneas del palacio presentan trabajo en piedra con bóveda de cañón-
Solamente la fachada sur del palacio, la cual se encuentra mirando hacia el mar, no se encuentra fortificada. La elaborada composición arquitectónica de la galería con arcos de su planta superior difiere del trato más severo de las otras tres fachadas. Cada una de las fachadas cuenta con un portón de acceso que guía hasta un patio privado. El portón de la fachada sur (la Porta Aenea) es un poco más pequeño, y más simple, probablemente era utilizado para el acceso del emperador hacia los botes o quizás para el ingreso de mercaderías que llegaban desde los botes. 
El diseño deriva tanto del tipo de construcción villa como del castrum, y esta dualidad es también evidente en la disposición del interior. El camino transversal (decumanus) que une la puerta oriental (la Puerta de Plata o Porta argentea) y la occidental (la Puerta de Hierro o Porta ferrea) dividía el complejo en dos mitades. En la mitad meridional estaban las estructuras más lujosas; esto es, los apartamentos del emperador, tanto públicos como privados, y los edificios religiosos. Los apartamentos del emperador formaron un bloque a lo largo del frente marítimo y estaban situados sobre una subestructura debido a que el terreno en declive exigía significativas diferencias de nivel. Aunque durante muchos siglos casi completamente lleno de desechos, la mayor parte de la subestructura está bien conservada, e indica la forma original y la disposición de las habitaciones superiores. 
Un patio monumental, llamado el peristilo, formaba el acceso norte hacia los apartamentos imperiales. Además da acceso hacia el mausoleo de Diocleciano hacia el este (hoy convertido en la Catedral de Split) y hacia tres templos al oeste (dos actualmente están perdidos y el tercero fue convertido en baptisterio, originalmente era el templo de Júpiter). Hay un templo justo al oeste del Peristilo llamado el Templo de Esculapio, que tiene un tejado semicircular realizado con bloques de piedra tallados a mano que no sufrieron pérdidas hasta los años 1940, y entonces fue cubierto con un tejado de plomo. El templo fue restaurado recientemente.
La mitad meridional del palacio, dividida en dos partes por la vía norte-sur principal (cardo) que llevaba desde la Puerta de Oro (Porta aurea) hasta el Peristilo, está peor conservada. Se suele suponer que cada parte era un complejo residencial, albergando a soldados, servidores, y posiblemente otro tipo de instalaciones. Ambas partes estaban aparentemente rodeadas por calles. Hacia los muros perimetrales llevaban edificios rectangulares, posiblemente almacenes. 
El palacio está construido con piedra caliza blanca local y mármol de alta calidad, la mayor parte del cual procedía de las canteras de mármol de Brač en la isla de Brač, de toba tomada de los lechos de ríos cercanos, y de ladrillo elaborado en Salonitan y otras fábricas. Parte del material para la decoración era importado: columnas de granito egipcio, mármol fino para los revestimientos y algunos capiteles producidos en talleres en el Proconeso. El palacio estaba decorado con numerosas esfinges graníticas de 3500 años de antigüedad, procedentes originariamente del yacimiento del faraón egipcio Tutmosis III. Solo tres han sobrevivido al paso de los siglos. Una está todavía en el Peristilo, la segunda se conserva descabezada en frente del templo de Júpiter, y una tercera está en el museo de la ciudad.
El agua para el palacio y toda la zona de Split procede del río Jadro cerca de Salona. A lo largo de la carretera de Split a Salona pueden verse aún restos impresionantes del acueducto romano original. Fueron ampliamente restaurados en el siglo XIX.
Hoy en día el palacio, junto con las zonas adyacentes al oeste, forman el verdadero corazón de Split. Centro del palacio pueden encontrarse muchas tiendas, restaurantes, bares y apartamentos para turistas.

## Rodaje
El palacio de Diocleciano se usó como ubicación para el rodaje de la cuarta temporada de la serie de la HBO Juego de tronos.

## Para saber más
- Weitzmann, Kurt, ed., Age of spirituality: late antique and early Christian art, third to seventh century, no. 104, 1979, Metropolitan Museum of Art, Nueva York, ISBN 9780870991790; texto completo disponible en línea, The Metropolitan Museum of Art Libraries